# Turza Mała (Płośnica)
Turza Mała (deutsch Klein Tauersee) ist ein Dorf in der polnischen Woiwodschaft Ermland-Masuren. Es gehört zur Gmina Płośnica (Landgemeinde Heinrichsdorf) im Powiat Działdowski (Kreis Soldau).

## Geographische Lage
Turza Mała liegt am Flüsschen Płośniczanka (deutsch Mühlenfließ) im Südwesten der Woiwodschaft Ermland-Masuren, 32 Kilometer südwestlich der einstigen Kreisstadt Neidenburg (polnisch Nidzica) bzw. 15 Kilometer nordwestlich der heutigen Kreismetropole Działdowo (Soldau i. Ostpr.). Der östliche Ortsrand grenzt an den von der Welle (polnisch Wel) durchflossenen Landschaftsschutzpark Welski Park Krajobrazowy.

## Geschichte
Klein Tauersee wurde erstmals 1414 erwähnt und gruppierte sich als kleines Dorf rund um ein großes Gut. In der zweiten Hälfte des 19. Jahrhunderts entstand das heute unter Denkmalschutz stehende Gutshaus im Stil der Neorenaissance, das von der Familie Oehlrich – aus ihr ging Alfred Ferdinand Oehlrich, Gutsbesitzer und Mineralölfabrikant aus Riga/Baku, hervor – errichtet wurde.
1874 wurden der Gutsbezirk Klein Tauersee und die gleichnamige Landgemeinde in den neu errichteten Amtsbezirk Heinrichsdorf (polnisch Płośnica) im ostpreußischen Kreis Neidenburg aufgenommen. Etwa 1908/10 vereinigen sich die Landgemeinde Klein Tauersee (1895 = 17 Einwohner) und der Gutsbezirk zum neuen Gutsbezirk Klein Tauersee, der im Jahre 1910 insgesamt 254 Einwohner zählt.
Aufgrund der Bestimmungen des Versailler Vertrages musste Klein Tauersee zusammen mit dem ganzen Soldauer Gebiet an Polen abgetreten werden. Das erfolgte am 10. Januar 1920. Aus dem Amtsbezirk Heinrichsdorf bildete sich daraufhin die Landgemeinde Płośnica, die im Zusammenhang der Kriegshandlungen am 26. Oktober 1939 als Landgemeinde Heinrichsdorf zum Deutschen Reich kam und im April 1940 wieder dem Kreis Neidenburg zugeordnet wurde.
Allerdings nur für wenige Jahre. Denn in Kriegsfolge kam 1945 das gesamte südliche Ostpreußen zu Polen. Klein Tauersee erhielt jetzt wieder die polnische Namensform „Turza Mała“ und ist heute ein Dorf in der Gmina Płośnica (Landgemeinde Heinrichsdorf) im Powiat Działdowski (Kreis Soldau), bis 1998 der Woiwodschaft Ciechanów, seither der Woiwodschaft Ermland-Masuren zugehörig.

## Kirche
Bis 1945 war Klein Tauersee in die evangelische Kirche Heinrichsdorf mit der Filialkirche Groß Koschlau (polnisch Koszelewy) in der Kirchenprovinz Ostpreußen der Kirche der Altpreußischen Union bzw. ab 1923 in die Diözese Działdowo (Soldau) der Unierten Evangelischen Kirche in Polen eingepfarrt. Die zuständige römisch-katholische Pfarrei war Groß Lensk (polnisch Wielki Łęck).
Heute gehört Turza Mała katholischerseits zur St.-Barbara-Kirche in Płośnica im Dekanat Lidzbark Welski (Lautenburg) der Region Brodnica (Strasburg) im Bistum Toruń (Thorn). Evangelischerseits ist Turza Mała zur Jesuskirche in Lidzbark Lidzbark (Lautenburg) innerhalb der Pfarrei der Erlöserkirche in Działdowo hin orientiert – innerhalb der Diözese Masuren der Evangelisch-Augsburgischen Kirche in Polen.

## Verkehr
Nach Turza Mała führt von Płośnica aus die Nebenstraße 1286N. Von Murawki (Murawken) aus führt eine Landwegverbindung in das Dorf. Eine Anbindung an den Bahnverkehr besteht nicht.

## Persönlichkeit

### Mit dem Ort verbunden
- Andreas Köhn von Jaski (1768–1846), preußischer Generalleutnant und Gouverneur der Festung Königsberg, heiratete 1805 in Klein Tauersee Sophie Amalie von Zimietzky.